# Wisbech St. Mary
Wisbech St. Mary – wieś i civil parish w Anglii, w Cambridgeshire, w dystrykcie Fenland. W 2011 civil parish liczyła 3556 mieszkańców.